# 박현숙 (핸드볼 선수)
박현숙(朴炫淑, 1969년 4월 20일~)은 대한민국의 핸드볼 선수이다. 1988년 하계 올림픽에서 금메달을 획득하는데 기여했다.

## 수상

### 수훈
- 체육훈장 청룡장(1988년 10월 5일)